# 1571年英皇制誥法令
《1571年英皇制誥法令》（英語：Letters Patent Act 1571；13 Eliz 1 c 6）是英格蘭國會的一項法令。
截至2010年底，該法令在大不列顛仍部分有效。

## 外部連結
- The Letters Patent Act 1571 （页面存档备份，存于）, as amended, from Legislation.gov.uk.
- United Kingdom Legislation （页面存档备份，存于）